# گرایندکور
گرایندکور (به انگلیسی: Grindcore) سبکی خشن از موسیقی است که در اواسط دهه ۱۹۸۰ ایجاد شد که از ترکیب سبک‌هایی مانند ترش متال و هاردکور پانک ایجاد شد. بند متال نیپالم دث (Napalm Death) از خالقان این سبک به شمار می آید. امروزه این سبک در آمریکای شمالی و اروپا رایج تر است و بندهایی مانند بروتال تروث (Brutal Truth) که در نیویورک فعالیت می کند و  بند سوئدی ناسوم (Nasum) در این سبک فعالیت می کنند.